# Gonfaron
Gonfaron este o comună în departamentul Var din sud-estul Franței. În 2009 avea o populație de 4.107 de locuitori.

## Evoluția populației
| An        | 1975  | 1982  | 1990  | 1999  | 2006  | 2009  |
| --------- | ----- | ----- | ----- | ----- | ----- | ----- |
| Populație | 2.308 | 2.277 | 2.566 | 2.805 | 3.713 | 4.107 |